# Ectropis irrorata
Ectropis irrorata är en fjärilsart som beskrevs av Moore 1887. Ectropis irrorata ingår i släktet Ectropis och familjen mätare. Inga underarter finns listade i Catalogue of Life.